# De l'ombre à la lumière
Pour le téléfilm, voir De l'ombre à la lumière (téléfilm).
Pour le livre, voir Pierre Martinet (agent secret)#Parcours professionnel.
Pour plus de détails, voir Fiche technique et Distribution.
De l'ombre à la lumière (Cinderella Man en version originale ainsi qu'au Québec) est un film américain réalisé par Ron Howard et sorti en 2005. Il retrace l'histoire de James J. Braddock, champion mondial poids lourd de boxe professionnelle de 1935 à 1937.

## Synopsis
Autrefois boxeur prometteur, James J. Braddock se voit éloigné de la compétition après une série de défaites. Alors que l'Amérique sombre dans la Grande Dépression, Jim accepte n'importe quel petit boulot pour faire vivre sa femme Mae et leurs enfants. Il n'abandonne pourtant pas l'espoir de remonter un jour sur le ring.
Grâce à une annulation de dernière minute, Jim est appelé à combattre le deuxième challenger mondial, et à la stupéfaction générale, il gagne au troisième round. Malgré son poids inférieur à celui de ses adversaires et des blessures répétées aux mains, il accumule les victoires. Portant les espoirs et les rêves des plus démunis, celui que l'on surnomme désormais "Cinderella Man" s'apprête à affronter Max Baer, le redoutable champion du monde qui a déjà tué deux hommes en combat.

## Fiche technique
Sauf indication contraire, les informations mentionnées dans cette section peuvent être confirmées par les bases de données cinématographiques IMDb et Allociné,  présentes dans la section « Liens externes ».
- Titre français : De l'ombre à la lumière
- Titre original et québécois : Cinderella Man
- Réalisation : Ron Howard
- Scénario : Cliff Hollingsworth et Akiva Goldsman, d'après une histoire de Cliff Hollingsworth
- Musique : Thomas Newman
- Photographie : Salvatore Totino
- Montage : Daniel P. Hanley et Mike Hill
- Décors : Wynn Thomas
- Costumes : Daniel Orlandi
- Direction artistique : Peter Grundy
- Production : Brian Grazer, Ron Howard et Penny Marshall
- Sociétés de production : Universal Pictures, Miramax Films et Imagine Entertainment
- Distribution : Universal Pictures (États-Unis), Buena Vista International (France)
- Budget : 88 000 000 $
- Genre : drame biographique
- Dates de sortie [1] : 
  - États-Unis : 23 mai 2005 (avant-première mondiale à Universal City)
  - États-Unis : 3 juin 2005
  - France : 6 septembre 2005, première française au Festival du film de Deauville
  - France : 14 septembre 2005
  - Suisse romande : 14 septembre 2005
  - Belgique : 21 septembre 2005

## Distribution
- Russell Crowe (VF : Emmanuel Jacomy - VQ : Pierre Auger) : James J. Braddock
- Renée Zellweger  (VF : Véronique Alycia - VQ : Julie Burroughs) : Mae Braddock
- Paul Giamatti (VF : Philippe Peythieu - VQ : Guy Nadon) : Joe Gould
- Craig Bierko (VF : Éric Herson-Macarel - VQ : Daniel Picard) : Max Baer
- Paddy Considine (VF : Olivier Cruveiller - VQ : Jean-François Beaupré) : Mike Wilson
- Bruce McGill (VQ : Denis Mercier) : Jimmy Johnston
- David Huband (VQ : Stéphane Rousseau) : Ford Bond
- Connor Price (VQ : Alexandre Bacon) : Jay Braddock
- Ariel Waller : Rosemarie Braddock
- Patrick Louis : Howard Braddock
- Rosemarie DeWitt (VF : Catherine Le Hénan - VQ : Isabelle Leyrolles) : Sara Wilson
- Linda Kash (VF : Frédérique Tirmont - VQ : Anne Bédard) : Lucille Gould
- Nicholas Campbell (VF : Patrick Raynal - VQ : Hubert Gagnon) : Sporty Lewis
- Matthew G. Taylor : Primo Carnera
- Rance Howard : Al Fazin
- Ron Canada  (VQ : François L'Écuyer) : Joe Jeanette
- Chuck Shamata  (VQ : Louis-Georges Girard) : Père Rorick
- Clint Howard : un arbitre
- Angelo Dundee : Angelo
- Boyd Banks, Judah Katz, Angelo Tsarouchas et Robert Smith : des journalistes
- Craig Warnock et Aaron Abrams : Fans de 1928
- Peter MacNeill : électricien
- R. D. Reid : un policier de Hooverville

## Production

### Genèse et développement
Ce projet d'un film biographique sur James J. Braddock devait initialement être réalisé par Penny Marshall. Après cela, Billy Bob Thornton reprend le projet avec Ben Affleck dans le rôle du boxeur. Lasse Hallström se montre ensuite intéressé, avec cette fois Russell Crowe en tête d'affiche. Mais le réalisateur suédois quitte finalement le projet quand celui-ci est repoussé de quelques mois car l'acteur néo-zélandais doit tourner Master and Commander : De l'autre côté du monde.
Le scénario a été développé avec l'aide de la famille de James J. Braddock. Le producteur Cliff Hollingsworth avait réussi à contacter ses fils, Jay et Howard. Ils ont notamment racontés des éléments que ne relataient pas les articles de presse d'époque.

### Attribution des rôles
Russell Crowe retrouve Ron Howard après Un homme d'exception (2001). Il s'est préparé aux scène de boxe avec Angelo Dundee, qui a notamment entraîné Mohamed Ali et Sugar Ray Leonard,. Il a par ailleurs collaboré avec Wayne Gordon, boxeur et entraîneur olympique, qui lui a préparé un programme à base de natation, course de fond, cyclisme, kayak et escalade. L'acteur s'est blessé pendant son entraînement causant un retard de production de près de deux mois.

### Tournage
Le tournage a lieu à Toronto (Distillery District, Richmond street, Toronto Film Studios, Ontario Heritage Center, Downsview Park Studios) et ses environs (Hamilton). Pour recréer les scènes au Madison Square Garden, la production a utilisé le Maple Leaf Gardens.
Pour les scènes de boxe, Ron Howard n'a pas voulu trop chorégraphié les combats et a travaillé avec plusieurs caméras. 

## Anecdotes
La description de Max Baer faite dans le film n'est pas du tout en accord avec le personnage réel. Dans le film, Baer apparait comme une personne rude, brutale et impolie en dehors du ring. Pourtant, Jeremy Schaap, l'auteur du livre dont s'est inspiré le film, a déclaré que Baer était quelqu'un de très respectable et respecté en dehors du ring. Baer a même été profondément marqué psychologiquement pendant des années par la mort de son adversaire sur le ring, Frankie Campbell. Son sentiment de culpabilité fit qu'il aida financièrement pendant plusieurs années la veuve de Campbell, afin que les enfants de celui-ci ne manquent de rien .
L'actrice Rosemarie DeWitt qui joue la voisine de Jimmy Braddock dans le film n'est autre qu'en réalité la petite-fille de James J. Braddock.
Pendant plusieurs mois, Russell Crowe s'est entraîné de façon très intensive allant jusqu'à se démettre une épaule une semaine avant le début du tournage repoussant ce dernier. Le programme d'entraînement se composait de course à pied, natation  cyclisme et sessions de boxe[réf. souhaitée].
Angelo Dundee, conseiller technique sur le film et ancien entraîneur du champion Mohamed Ali, a dit de Russell Crowe qu'il ne voulait pas ressembler à un boxeur mais en devenir un[réf. souhaitée].